# 矢島さら
矢島 さら（やじま さら、女性、1961年3月12日 - ）は、日本の小説家、ライトノベル作家。

## 経歴・人物
神奈川県横浜市出身。1989年に、越沼初美に代表されるような、当時の女子中高生をせきららに描く、現在のライトノベルの先駆的小説によって富士見書房よりデビューした。2000年代からは、テイルズ オブ シリーズのノベライズを多く手がけている。Web等で書かれた『第五作ゲゲゲの鬼太郎』の「サイドストーリー妖怪横丁」など、その後単行本化されていない連載ノベライズやオリジナル小説なども存在する。
愛くるしいカエル関係の書籍を出版するなど、カエルを心から愛してやまない「かえる友の会」会員としても、精力的に活動しているという。

## 作品リスト

### ノベライズ
ファミ通文庫からの発行書籍
テイルズ オブ シリーズのノベライズには、大半ひとつは「とき（時）」という言葉が入っている。
※ ISBNについては、各作品の記事の「小説」を参照。
- テイルズ オブ デスティニー
  - 運命をつぐもの（ときをつぐもの） 上・下
  - 青の記憶

- テイルズ オブ ファンタジア
  - はるかなる時空（はるかなるとき） 上・下
  - 真紅の瞳
  - 琥珀の回廊
  - 紺碧の絆
  - 瑠璃の夢

- テイルズ オブ エターニア
  - 永遠のきざはし（ときのきざはし） 1 - 3
  - 蒼天の星 上・下
  - 暁の約束 上・下
  - リッドのとかげ
  - キールの希望

- テイルズ オブ デスティニー2
  - 蒼黒の追憶（そうこくのとき） 上・中・下
  - 朱鷺色の風

- テイルズ オブ シンフォニア
  - 久遠の輝き（ときのかがやき） 1 - 4
  - 青翠の器（みどりのうつわ）

- テイルズ オブ リバース
  - 第一話 落日の瞬間（らくじつのとき） 上・下
  - 第二話 偽りの再誕（いつわりのとき） 上・下
  - 第三話 新たなる時代（あらたなるとき）

- テイルズ オブ ジ アビス
  - 緋色の旋律（あかのせんりつ） 上・中・下
  - 真白の未来（しろのあした） 上・下
  - 黄金の祈り（きんのいのり） 上・下

- テイルズ オブ シンフォニア -ラタトスクの騎士-
  - 世界の願い（ときのねがい）1 - 3
  - 果てない想い 上・下

- テイルズ オブ ヴェスペリア
  - 金の満月（きんのつき）
  - 青の天空（あおのそら）
  - 銀の明星（ぎんのほし）

ビーズログ文庫からの発行書籍
- 薄桜鬼 〜新選組奇譚〜
  - 薄桜鬼 壱
  - 薄桜鬼 弐
  - 薄桜鬼 参
  - 薄桜鬼 四

- 薄桜鬼 雪華録
  - 薄桜鬼 雪華録 〜宵〜
  - 薄桜鬼 雪華録 〜明〜

- 薄桜鬼 黎明録
  - 薄桜鬼 黎明録 壱
  - 薄桜鬼 黎明録 弍

- 雅恋 〜MIYAKO〜
  - 夢みる式神 狐高の陰陽師
  - 愛しの式神 暁の皇子

- OZMAFIA!!
  - 流星夜の願いごと

そのほかからの発行書籍
- KKベストセラーズ発行
  - 精霊召喚 〜プリンセス オブ ダークネス〜

### オリジナル作品
富士見書房
- 放課後のう・ふ・ふ（富士見文庫、1989年5月）
- 赤い月のひ・み・つ（富士見文庫、1989年9月）
- チェリーのぱ・ん・つ（富士見文庫、1990年4月）

講談社X文庫ティーンズハート
- 原宿デビューします!（1990年3月）
- 恋しいシャープで待ってれば（1990年8月）
- 白い羽根のノエル : 原宿デビューします2（1990年12月）
- ドラゴンプリンセス : 禁断のオルゴール（1991年6月）

大和書房
- 真夜中のハラマキ : イケナイ恋はとまらない（1991年4月）
- きっとめぐり逢える（1994年5月）

実業之日本社
- ねぇ、抱きしめて（1993年6月）

ベストセラーズ
- 本当の恋に出会う瞬間（1995年12月）

ベネッセコーポレーション
- まきこママの通販推理生活（1997年7月）
- 未知の世界の大冒険 クロスゾーン（絵：姫川明）（未単行本化）
  - 2003年度、進研ゼミ小学講座5年生向け情報誌『放課後アドベンチャー』連載

世界文化社
- ガーコとケロタン（絵本。イラスト：杉山摂朗、2000年9月）

徳間デュアル文庫
- けろけろ： 緑の誓い（イラスト：濱元隆輔、2002年6月）

### エッセイ・その他
- あなたがそばにいるだけで（大和書房、1993年2月 → 文庫化：福武文庫、1997年2月）
- けろけろ（PARCO出版、1997年7月）
- ごはん男とパン女（PARCO出版、1998年2月）
- けろけろコミックス（デジタルハリウッド出版局、2000年10月 → エンターブレインファミ通ブックス、2001年6月）
- へんな虫百面相 ポストカード（光人社、難波由城雄/撮影、矢島さら/文、2005年5月）